# Carl Walfrid Carlsson
Carl Walfrid (C. W.) Carlsson i riksdagen kallad Carlsson i Stockholm, född 26 april 1901 i Ramdala församling, Blekinge län, död 2 februari 1969 i Johannes, Stockholm , var en svensk direktör och politiker (folkpartist). Han var bror till fabrikören och riksdagsmannen Harry Carlsson.
Han var riksdagsledamot (andra kammaren) för Stockholms stads valkrets 1953–1958 samt 1961–1963 och tillhörde också Stockholms stadsfullmäktige 1946–1960. I riksdagen var han bland annat suppleant i tredje lagutskottet. Han var främst inriktad på bostads- och trafikpolitik.